# Poème (Chausson)
Poème op. 25 è una composizione per violino e orchestra di Ernest Chausson. È probabilmente la sua opera più nota ed eseguita.

## Storia
Poème fu scritto in seguito alla commissione da parte del violinista Eugène Ysaÿe, amico di Chausson, di un concerto per violino e orchestra. Chausson, non sentendosi pronto per lavorare a un brano di ampio respiro, optò per una composizione più breve: «non saprei dove cominciare per scrivere un concerto [...], sarà un brano in una forma molto libera con diversi passaggi in cui il violino suonerà solo», nelle parole dello stesso autore.
Il compositore si mise all'opera nell'aprile 1896 e terminò la stesura del pezzo il 29 luglio dello stesso anno, mentre era in villeggiatura a Firenze. Ne elaborò tre versioni: la più celebre per violino e orchestra, la riduzione per violino e pianoforte e un peculiare arrangiamento per violino, pianoforte e quartetto d'archi (insolito organico per quale aveva da poco scritto anche il suo Concerto op. 21). La parte solistica è in tutte le versioni sostanzialmente invariata.
Sua fonte di ispirazione fu la novella di Ivan Turgenev Il canto dell'amor trionfante (1881), come testimonia il primo titolo che Chausson diede all'opera, appunto Le chant de l'amour triomphant. Chausson aveva infatti conosciuto direttamente Turgenev tramite Pauline Viardot, la cui figlia era stata fidanzata per qualche tempo con Gabriel Fauré. Taluni ipotizzano che la novella di Turgenev, pur essendo ambientata nella Ferrara medievale, abbia tratto spunto dalle loro vicissitudini sentimentali. Forse anche per questo motivo Chausson (che non era un amante del pettegolezzo) in seguito cambiò il titolo del brano in Poème symphonique e poi semplicemente Poème. Nonostante la composizione sia in un certo senso aderente alla novella di Turgenev dal punto di vista narrativo, il cambio del titolo dichiara comunque una netta volontà di un'opera senza suggestioni extra-musicali.
La prima esecuzione pubblica fu data da Eugene Ysaÿe (dedicatario del brano) il 27 dicembre 1896 al Conservatorio di Nancy, sotto la direzione di Guy Ropartz. In realtà una prima esecuzione in forma privata aveva già avuto luogo nell'autunno immediatamente precedente, mentre Ysaÿe e Chausson erano in villeggiatura con le rispettive mogli a Sitges. Durante un ricevimento organizzato dal pittore Santiago Rusiñol, Ysaÿe e Jeanne Escudier (la moglie di Chausson) allestirono un'esecuzione estemporanea di Poème che fu accolta entusiasticamente dagli avventori (tra cui figuravano Enrique Granados e Isaac Albéniz), tanto che ne furono richieste altre due esecuzioni.
A consacrare il successo di quest'opera fu tuttavia la première parigina il 4 aprile 1897 al Théâtre du Châtelet: il solista era sempre Ysaÿe e l'orchestra quella di Édouard Colonne. Il brano fu accolto da ovazioni e applausi scroscianti, primo vero trionfo nella carriera di Chausson.
Poème non fu pubblicato su iniziativa di Chausson. Fu infatti Albéniz a consegnare la partitura a Breitkopf & Härtel, mentre si trovava a Lipsia nel 1897. Nonostante alcune rimostranze iniziali dovute alla «eccezionale difficoltà» che avrebbe reso improbabile l'acquisto degli spartiti da parte del pubblico medio, l'editore accettò di pubblicare il brano quando Albéniz si offrì di coprire personalmente i costi. Inoltre consegnò all'editore anche una somma di 300 marchi, che sarebbero stati dovuti essere inviati a Chausson come pagamento dei diritti d'autore. Chausson non venne mai a conoscenza del gesto di Albéniz, che fu fatto con l'intenzione di instillare nel compositore fiducia nei suoi mezzi compositivi (Chausson infatti proveniva da una famiglia molto ricca e non necessitava di alcun supporto finanziario). Albéniz intendeva inoltre saldare un "debito" virtuale con Chausson, il quale lo aveva generosamente supportato e incoraggiato durante i suoi studi a Parigi.
Il brano divenne rapidamente popolare presso i maggiori virtuosi del tempo, e la sua celebrità ha attraversato intatta tutto il XX secolo per giungere fino ai giorni nostri. Ciò è attestato anche dalle innumerevoli incisioni discografiche.

## Struttura
Il brano si apre con una sezione Lento e misterioso. Le successive indicazioni sono Molto animato, Animato, Poco lento, Poco meno lento, Allegro, Tempo I e il Tranquillo finale.
Come dichiarato da Chausson, è un pezzo dalla grande libertà formale e ispirazione rapsodica. Il linguaggio armonico è particolarmente avanzato (evidente la lezione di Franck, di cui Chausson era stato allievo).
Joseph Szigeti riconobbe nell'esposizione delle caratteristiche tipiche del violinismo di Ysaÿe (tra cui i passaggi di corde doppie), ipotizzando un coinvolgimento diretto di Ysaÿe in fase della scrittura del brano. Successivamente Ysaÿe confermò di aver inserito le corde doppie sul disegno originale di Chausson.